# Purple Weekend
El Purple Weekend es un festival mod sesentero de España. Se desarrolla en León y fue fundado por Alejandro Díez y Elena Iglesias (cantante y teclista de Los Flechazos respectivamente). Después del éxito de este festival dedicado a la cultura "sixties" han aparecido otros como el EuroYeyé de Gijón o el Beat Goes On de Luanco.

## Historia
La historia de este festival se remonta a la segunda mitad de los años 80 vinculada a la trayectoria del grupo musical Los Flechazos. Concretamente son Elena Iglesias Sastre (teclista) y Alejandro Díez Garín (líder a la voz y guitarra) los creadores de este festival. Nace de las manos de miembros de una generación siguiente a los grupos de la nueva ola, quienes pretenden ir más allá y profundizar en las raíces del movimiento mod, remontándose a sus orígenes en el Reino Unido, finales de los 50 y primera mitad de los 60. La idea del festival fue contar con artistas internacionales vinculados al movimiento mod como The Creation, ya sean militantes -como grupos del revival autoproclamados mods como Brighton 64, venerados por los seguidores como Georgie Fame. También grupos de la década de 1960 y representativos de sonidos como el R&B (The Remains, The Zombies), latin jazz (James Taylor Quartet), el garage (Chocolate WatchBand, Chesterfield Kings..), psicodelia, etc.. también grupos pop actuales cuyas influencias sesenteras mantienen el espíritu de la época como Kula Shaker. 
El otro pilar del festival son las fiestas Allnighter (como su nombre indica se celebran hasta la madrugada) que cuentan con prestigiosos DJs internacionales. Se trata de coleccionistas de valiosos SGs, EPs y LP de vinilo en las ediciones en que fueron publicados originalmente en su época. Temas clásicos y sesiones soul son sinónimos de Allnighter, aunque en las últimas ediciones el festival ha habilitado otra pista "cajón de sastre" donde se pueden escuchar y bailar sonidos más actuales, desde temas de revival, himnos punk y temas pop de los últimos años con reminiscencias sesenteras o "nuevaoleras". 
En 1997 el festival alcanza el carácter internacional, que desde entonces le avala y se celebra a finales de septiembre durante 3 años consecutivos. Desde 1997 y hasta el 2000, incluidos, recae la organización en Kike Cardiaco. Durante período participarán artistas tan relevantes como The Troggs, Georgie Fame, The Remains, James Taylor Quartet... Además, se organizarán, entre muchas otras actividades, la exhibición en formato 35 mm de las películas más señeras del Cine musical español.
A partir del año 2000 se traslada a diciembre coincidiendo con las fechas del "puente" de la Constitución. En el año 2003 crece la expectación anual entre los habituales del festival debido a la incertidumbre provocada por episodios de declaraciones cruzadas en los medios de comunicación entre la organización y políticos del Ayuntamiento de León, de donde obtenía el grueso de su financiación el festival. Esto tuvo lugar durante el primer mandato de Francisco Fernández como alcalde de León. La polémica se zanjó finalmente con el anuncio del fin del Purple Weekend por parte de sus responsables. 
No obstante, en 2005 es "resucitado" con Elena Iglesias al frente y desvinculándose Alejandro Díez (Alex Cooper) de la organización, condición impuesta por el ayuntamiento para seguir apoyando económicamente al festival. En 2007 el Purple weekend celebra en León su decimonovena edición los días 6, 7 y 8 de diciembre, con un cartel conformado por 18 grupos y encabezado por The Knack, The Creeps y The Thrills además de DJs de la talla de Eddie Piller, el ya habitual Rob Bailey y algunos nacionales como Juan de Pablos (que repite) o el polifacético Miqui Puig.

## Festivales relacionados
- EuroYeyé, en Gijón.
- Beat Goes On, en Luanco (Asturias).
- October in Rain, en Oviedo.
- Go!Lleida, en Lérida.
- Ebroclub Sixties Weekend, en Miranda de Ebro.

- Datos: Q6093416